# Medel (Lucmagn)
Medel (Lucmagn) (tot 1943 officieel in het Duits Medels im Oberland) is een gemeente in het Zwitserse kanton Graubünden, en maakt deel uit van het district Surselva.
Medel (Lucmagn) telt 408 inwoners (2013). De gemeente omvat het Val Medel, een zijdal van het Surselva. Het grootste en noordelijkste dorp is Curaglia.